# Pont-à-Vendin
Pont-à-Vendin (Nederlands: Wendenbrugge) is een gemeente in het Franse departement Pas-de-Calais (regio Hauts-de-France). De plaats maakt deel uit van het arrondissement Lens. Pont-à-Vendin telde op 1 januari 2022 3.099 inwoners.

## Geografie
De oppervlakte van Pont-à-Vendin bedroeg op 1 januari 2022 2,01 vierkante kilometer; de bevolkingsdichtheid was toen 1.541,8 inwoners per km².

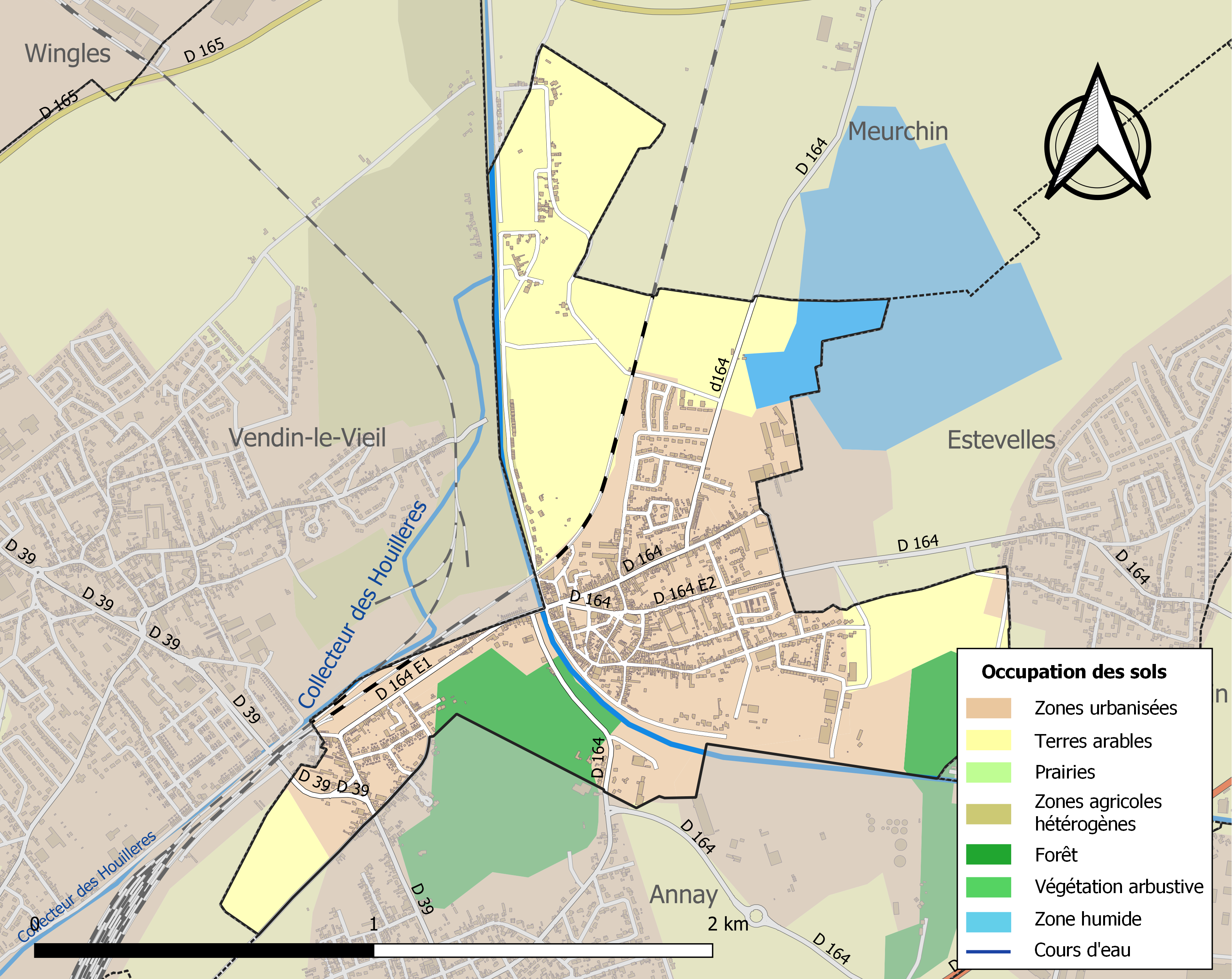
Kaart van de gemeente met belangrijkste infrastructuur, bodemgebruik en omliggende gemeenten

## Demografie
Onderstaande figuur toont het verloop van het inwonertal (bron: INSEE-tellingen).